# Weena Tikuna
Weena Tikuna (Terra Indígena Umariaçu, 1988) é uma artista indígena brasileira do Estado do Amazonas que fez história, em 2019, ao tornar-se a primeira indígena a protagonizar um desfile de Moda no Brasil Eco Fashion Week, onde lançou as coleções Éware e No´e.
Todas as suas criações representam os tikuna, nome do povo e da língua dos ameríndios que habitam a zona fronteiriça entre o Brasil, a Colômbia e o Perú.

## Percurso
We´e´ena (que significa "a onça que nada para o outro lado do rio") Tikuna é uma artista indígena multifacetada.
"“Há 12 anos que faço e desenho as minhas próprias roupas indígenas, e hoje esse sonho se torna realidade. É importante a visibilidade indígena nos tempos atuais, toda Arte é forma de resistência. Com minhas peças de moda quero dar visibilidade a cultura indígena, a mulher indígena, a beleza das criações de artistas contemporâneos como eu que lutam pela causa indígena. Meus desfiles tem a minha trilha sonora indígena, os modelos são maioria ou totalidade indígena criando oportunidades e sonhos”, disse em entrevista em 2020.
Como artista plástica, 12 de suas obras compõem o acervo de exposição permanente no Museu Histórico de Manaus, localizado em frente ao Teatro Amazonas.
Em 2017, se apresentou na Festa Nacional da Música como a primeira indígena Brasileira em se apresentar no evento.
Em 2018, se apresentou em um espetáculo musical no Teatro Amazonas (Manaus)
Em 2019, participou no primeiro festival de música indígena do Brasil, o YBY Festival, em São Paulo, ao lado de outros artistas e agentes culturais da comunidade indígena.
Em 2019 e 2020 fez história, ao tornar-se a primeira indígena a protagonizar um desfile de Moda no Brasil Eco Fashion Week, « é a primeira grife de moda indígena contemporânea projetada inteiramente por uma representante nativa, sem intermediários»
Como palestrante teve falas marcantes na Casa Ninja Lisboa, Itaú Cultural e na Ted
Foi entrevistada em programas de TV como no programa do Jô Soares e no The Noite com Danilo Gentili.
Em 2021 cria uma linha de bonecas indígenas para fortalecer história de seu povo, contou à Revista Glamour que a ideia é conectar crianças com a cultura indígena.
Atualmente é considerada como uma das maiores Influenciadoras indígenas da atualidade, por as revistas Estadão e Glamour e é criadora de premium da Pinterest.

## Reconhecimentos e Prémios
Recebeu a medalha do mérito artístico e cultural pela Academia Brasileira de Arte e Cultura, Recebeu a Cruz do mérito Juscelino Kubitschek, do empreendedor, Prêmio Top Art pelo Instituto Cultural da Fraternidade Universal, Recebeu a Medalha de mérito artístico Carlos Gomes, Recebeu a Cruz do mérito Académico e profissional pela Câmera Brasileira de Cultura.
Recebeu prêmios de destaque profissional, destacando-se como a "melhor artista plástica indígena do Brasil" pela Sociedade Brasileira de Educação e Integração na 1ª Coletiva de Artistas Indígenas do Amazonas - ano 2005, patrocinada pelo Banco da Amazonia.
Foi presidente Nacional das Mulheres Brasileiras Indígenas pela Libra, Liga das Mulheres Eleitoras.

## Discografia
- 2010. We´e´ena Encanto indígena. Direção geral: Weena Tikuna. Gravação: Brasil Inkas. Sao Paulo. 1 CD (57 min)